# Dusino San Michele
Dusino San Michele (Dusin in piemontese) è un comune italiano di 1 101 abitanti della provincia di Asti in Piemonte.
Il Comune è famoso per il "km 41" (che si trova sulla Strada Regionale 10) cantato da Giorgio Faletti al Festival di Sanremo del 1994 nella canzone Signor tenente.
Ancora oggi non è inusuale trovare in quel tratto di strada le "gazzelle" dei Carabinieri del Comando Compagnia di Villanova d'Asti, ferme a espletare Posti di Controllo alla circolazione stradale.
Il "km 41" richiama oggi il senso del dovere degli uomini onesti e costituisce un simbolo della lotta alla criminalità in ogni sua forma.
La mattina del 21 aprile 2017, nei pressi del "km 41", una pattuglia di Carabinieri sventò, mettendo a rischio la propria vita, quello che avrebbe potuto essere un disastro stradale. I due Militari furono successivamente insigniti della Cittadinanza Onoraria del Comune per la dimostrazione di coraggio e per il loro senso civico palesati in quel frangente.

## Storia

### Simboli
Lo stemma e gonfalone del comune di Dusino San Michele sono stati concessi con decreto del presidente della Repubblica del 2 giugno 1962.
Stemma
Gonfalone

## Società

### Evoluzione demografica
Abitanti censiti

## Monumenti e luoghi d'interesse
- Castello

## Amministrazione
Di seguito è presentata una tabella relativa alle amministrazioni che si sono succedute in questo comune.
| Periodo        | Periodo        | Primo cittadino     | Partito                                 | Carica  | Note  |
| -------------- | -------------- | ------------------- | --------------------------------------- | ------- | ----- |
| 18 giugno 1985 | 1º giugno 1990 | Walter Occhiena     | -                                       | Sindaco | [ 5 ] |
| 1º giugno 1990 | 24 aprile 1995 | Walter Occhiena     | Democrazia Cristiana                    | Sindaco | [ 5 ] |
| 24 aprile 1995 | 14 giugno 1999 | Agostino Berrino    | Centro                                  | Sindaco | [ 5 ] |
| 14 giugno 1999 | 14 giugno 2004 | Bruno Trevisan      | Lista civica                            | Sindaco | [ 5 ] |
| 14 giugno 2004 | 8 giugno 2009  | Walter Occhiena     | Lista civica                            | Sindaco | [ 5 ] |
| 8 giugno 2009  | 26 maggio 2014 | Valter Luigi Malino | Lista civica Scudo compasso e bilancia  | Sindaco | [ 5 ] |
| 26 maggio 2014 | 26 maggio 2019 | Valter Luigi Malino | Lista civica Scudo con simboli mestieri | Sindaco | [ 5 ] |
| 26 maggio 2019 | 10 giugno 2024 | Valter Luigi Malino | Lista civica Progetto Paese             | Sindaco | [ 5 ] |
| 10 giugno 2024 | in carica      | Valter Luigi Malino | Lista civica Verso il Futuro            | Sindaco | [ 5 ] |